# スタニスワフ・スクロヴァチェフスキ
スタニスワフ・パヴェウ・ステファン・ヤン・セバスティアン・スクロヴァチェフスキ（ポーランド語: Stanisław Paweł Stefan Jan Sebastian Skrowaczewski [staˌɲiswaf skrɔvaˈt͡ʂɛfskʲi], 1923年10月3日 - 2017年2月21日）は、ポーランド出身の指揮者、作曲家。ファースト・ネームは、日本では英語読み「スタニスラフ」で表記されることが多い。

## 人物・来歴
ポーランドのルヴフ（現ウクライナ、リヴィウ）生まれ。4歳でピアノとヴァイオリンを始め、7歳でオーケストラのための作品を作曲したという。11歳でピアニストとしてリサイタルを開き、13歳でベートーヴェンのピアノ協奏曲第3番を弾き振りするなど、神童ぶりを発揮した。しかし、第二次世界大戦中の1941年、ドイツ軍の空襲によって自宅の壁が崩れて手を負傷したため、ピアニストの道を断念。以後、作曲と指揮に専念するようになった。
1946年にブロツワフ・フィルハーモニー管弦楽団の、1949年にカトヴィツェ・フィルハーモニー管弦楽団の、1954年にクラクフ・フィルハーモニー管弦楽団の、それぞれ指揮者を務める。1956年、ワルシャワ国立フィルハーモニー管弦楽団の音楽監督に就任。同年、ローマの国際指揮者コンクールに優勝。1958年には、ジョージ・セルから招かれて渡米。クリーブランド管弦楽団を指揮してアメリカデビューを果たした。
その後、1960年-1979年ミネアポリス交響楽団（現ミネソタ管弦楽団）音楽監督（その後 桂冠指揮者）。1984年-1991年、イギリスのハレ管弦楽団（マンチェスター）首席指揮者。1994年からザールブリュッケン放送交響楽団（現ザールブリュッケン・カイザースラウテルン・ドイツ放送フィルハーモニー管弦楽団）の首席客演指揮者を務める。2007年4月-2010年3月、読売日本交響楽団第8代常任指揮者を務め、2010年4月から同団桂冠名誉指揮者を務めた。
2011年5月には病気療養のためキャンセルした小澤征爾の代役として25年ぶりにベルリン・フィルハーモニー管弦楽団の指揮台に立ち、聴衆はもとより楽団員からも絶賛された。日本では、NHK交響楽団と読売日本交響楽団、さらに札幌交響楽団に客演している。2011年8月には、フレデリック・ハリス（マサチューセッツ工科大学ウインド・アンサンブル指揮者）の著による伝記「Seeking The Infinite : The Musical Life of Stanislaw Skrowaczewski」が出版された。
アメリカ国籍を取得し、アメリカ・ミネアポリス市に在住していた。2016年11月に脳梗塞を起こし闘病していたが、2017年2月21日死去。93歳没。

## 指揮者としての活動
彫琢された細部を積み重ねて音楽を形成する独特のスタイルを特徴とし、実力派の名指揮者として、好楽家からの支持は高い。1960年代・1970年代のミネアポリス交響楽団音楽監督時代には、マーキュリー・レーベルやVOXレーベルに録音を行い、その録音の優秀さとともに注目を集めていた。1960年代にはザルツブルク音楽祭にも登壇している。1990年代以降、ザールブリュッケン放送交響楽団とのブルックナーの交響曲全集録音でカンヌ・クラシック賞及びマーラー・ブルックナー協会の金メダルを受賞し、日本でも一躍知られるようになった。ウィーン国立歌劇場、メトロポリタン歌劇場、ロイヤル・コンセルトヘボウ管弦楽団、フランス国立管弦楽団、バイエルン放送交響楽団、ハンブルク・フィルハーモニー管弦楽団、フィラデルフィア管弦楽団など世界各地の歌劇場・オーケストラに客演している。
60年以上という圧倒的なキャリアに比して録音が少なく、また現在では、ブルックナー、ベートーヴェン、ブラームス等の演奏が注目されるためにレパートリーが狭いと思われがちだが、実際にはモーツァルトからメシアンに至る幅広いレパートリーを持っている。特に日本では70歳を超えてから、いわゆる「ブルックナー指揮者」として名が知られるようになったためか古典派やロマン派の演奏ばかりが注目されるが、スクロヴァチェフスキがアメリカに渡った1960年代にはむしろストラヴィンスキーやショスタコーヴィチ、プロコフィエフ、ラヴェルといった20世紀音楽や現代音楽のスペシャリストと目されていた。実際にミネソタ管弦楽団時代の録音には20世紀音楽が極めて多い。逆にベートーヴェンの交響曲の録音は1999年のNHK交響楽団との第5番のライヴ録音が初めてであり、モーツァルトの交響曲に至ってはいまだにNHK交響楽団との第29番（1996年）と第35番「ハフナー」（2002年）、読売日本交響楽団との第41番「ジュピター」（2002年）のライヴ録音しかないなど、そのキャリアと実力に比してなかなかコアレパートリーの録音機会に恵まれない指揮者であった。事実、初めてのブラームスの交響曲全集（ハレ管弦楽団）の録音は60歳を過ぎてからであり、ベートーヴェンとシューマンの交響曲全集（ザールブリュッケン・カイザースラウテルン・ドイツ放送フィルハーモニー管弦楽団）の録音の機会がスクロヴァチェフスキに訪れたのは80歳を過ぎてからであった。しかし80歳を過ぎて名実ともに巨匠指揮者の仲間入りを果たしてからも20世紀音楽に対する情熱は衰えることはなく、常任指揮者を務めた読売日本交響楽団との演奏会でストラヴィンスキーやショスタコーヴィチ、ラヴェル、バルトーク、オネゲル、メシアンといった20世紀音楽をたびたび取り上げており、2011年に25年ぶりに客演したベルリン・フィルハーモニー管弦楽団においても自家薬籠中のブルックナーと共にハルトマン作品を取り上げた。
自身が作曲家でもあることから、「作曲家はスコアに無駄な音は書かない」「スコアに書かれている以上、すべての音が聴衆に聴こえるべきだ」との信念を持っている。そのためスクロヴァチェフスキの演奏は極めてバランス感覚に優れ、一音たりとも無駄にせず音化していくことから「レントゲン写真のような演奏」と評されることもある。その一方で、各楽器間のバランスを整理しすぎる余り音楽のスケールが小さくなることがたびたびあり、「箱庭的演奏」などと批判されることもあった。また作曲家としての視点でスコアを読むためか、楽譜に不足があると感じた場合には自ら楽譜に若干の修正を加えることも珍しくない。例えば、ブルックナーの交響曲では、ノヴァーク版の最終稿を基本としながらもハース版や改訂版から部分的に移植した、独自の楽譜を用いて演奏していた。

## 作曲家としての活動
戦後の1947年にフランス大使館の奨学金を受けて2年間パリに滞在、ナディア・ブーランジェやアルチュール・オネゲルに作曲を師事した。パリ滞在中に、「ゾディアック」という前衛グループを設立した。世代的にはルトスワフスキとペンデレツキの中間のポーランド楽派における繋ぎ役とされる。
20世紀を代表する作曲家ピエール・ブーレーズ、ルイジ・ノーノ、カールハインツ・シュトックハウゼンらとの交流がある。しかし、最も強い影響を受けたのはブルックナーといい、自作の「管弦楽のための協奏曲」の第2楽章には「アントン・ブルックナーの昇天」というタイトルを付けている。日本では読売日本交響楽団との演奏会で自作をたびたび取り上げているほか、ミネソタ管弦楽団やザールブリュッケン・カイザースラウテルン・ドイツ放送フィルハーモニー管弦楽団と自作を録音している。
スクロヴァチェフスキの主な作品は以下の通り。
- 序曲「1947年」（シマノフスキ・コンクール優勝作）（1947年）
- ミュージック・アット・ナイト（1949年、1977年改訂）
- イングリッシュ・ホルン協奏曲（トーマス・ステイシー委嘱作品）（1969年）
- リチェルカーレ・ノットゥルノ（ケネディ・センター・フリートハイム賞受賞作）（1977年）
- クラリネット協奏曲（ミネソタ作曲家フォーラム委嘱作品）（1980年）
- 管弦楽のための協奏曲（ミネソタ管弦楽団委嘱作品）（1985年、1998年改訂）
- ヴァイオリン協奏曲（フィラデルフィア管弦楽団委嘱作品）（1985年）
- 室内協奏曲（セントポール室内管弦楽団委嘱作品）（1993年）
- パッサカリア・イマジナリア（ミネソタ管弦楽団委嘱作品）（1995年）
- コンチェルト・ニコロ（ゲイリー・グラフマン委嘱作品、左手のためのピアノ協奏曲）（2002年）
- 交響曲（2003年）
- Music for Winds（読売日本交響楽団、ミネソタ管弦楽団、ザールブリュッケン・カイザースラウテルン・ドイツ放送フィルハーモニー管弦楽団他全9団体共同委嘱作品）（2009年）

## 来日歴
- 1978年5-6月　読売日本交響楽団の招聘により初来日。3プログラム計3公演を指揮。
- 1987年6月　ジュリアード音楽院の学生オーケストラの日本公演に帯同。
- 1996年2月　NHK交響楽団と初共演。3プログラム計6公演を指揮。
- 1999年1月　NHK交響楽団に客演。4プログラム計7公演（オーチャード定期を含む）を指揮。
- 2000年2-3月　読売日本交響楽団に22年ぶりに客演。2プログラム計4公演を指揮。
- 2000年12月　NHK交響楽団に客演。年末恒例の「ベートーヴェン第9演奏会」4公演を指揮。
- 2002年4月　NHK交響楽団に客演。3プログラム計7公演（名古屋公演を含む）を指揮。
- 2002年9月　読売日本交響楽団に客演。3プログラム計6公演を指揮。
- 2003年11月　首席客演指揮者を務めるザールブリュッケン放送交響楽団と共に来日。ブルックナー交響曲連続演奏会を開催。
- 2004年4月　NHK交響楽団に客演。3プログラム計7公演（京都公演を含む）を指揮。すべてオール・ベートーヴェン・プログラム。
- 2005年4月　読売日本交響楽団に客演。3プログラム計6公演を指揮。
- 2005年12月　読売日本交響楽団に客演。年末恒例の「ベートーヴェン第九コンサート」6回を含む、2プログラム計7公演を指揮。2007年4月から2年間の任期で読売日本交響楽団の第8代常任指揮者に就任することが発表され、12月16日に記者会見を開催。
- 2006年5月　NHK交響楽団に客演。4プログラム計7公演（オーチャード定期を含む）を指揮。
- 2006年12月　ザールブリュッケン放送交響楽団と共に来日。ベートーヴェン交響曲チクルスを指揮。
- 2007年4月　読売日本交響楽団の第8代常任指揮者に就任。常任指揮者就任披露演奏会を含む3プログラム計6公演を指揮。
- 2007年9月　読売日本交響楽団と共演。3プログラム計5公演（大阪公演を含む）を指揮。
- 2008年4月　読売日本交響楽団と共演。3プログラム計5公演を指揮。当初2009年3月までとされていた常任指揮者としての任期を1年間延長したことを発表。
- 2008年9月　読売日本交響楽団と共演。3プログラム計5公演を指揮。
- 2009年3月　読売日本交響楽団と共演。3プログラム計5公演を指揮。
- 2009年9月　読売日本交響楽団と共演。3プログラム計5公演（西宮公演を含む）を指揮。
- 2010年3月　読売日本交響楽団と共演。3プログラム計6公演を指揮。3月26日の第491回定期演奏会をもって常任指揮者を任期満了で退任。翌月から同団の桂冠名誉指揮者となる。
- 2010年10月　桂冠名誉指揮者就任後初となる読売日本交響楽団との共演。1プログラム計2公演を指揮。
- 2011年10月　首席客演指揮者を務めるザールブリュッケン・カイザースラウテルン・ドイツ放送フィルハーモニー管弦楽団と共に来日。福岡、伊勢、東京、大阪で計5公演を指揮。同団は2007年9月の合併・改称後初の来日。
- 2011年12月　NHK交響楽団に5年ぶりに客演。年末恒例の「ベートーヴェン第9演奏会」5公演を指揮。
- 2012年3月　読売日本交響楽団に客演。3プログラム計5公演を指揮。
- 2012年9月　読売日本交響楽団に客演。2プログラム計5公演を指揮。
- 2013年10月　読売日本交響楽団に客演。3プログラム計6公演を指揮。10月3日の「第3回東京オペラシティ・プレミアムシリーズ」当日に満90歳の誕生日を迎えた。
- 2014年10月　読売日本交響楽団に客演し、1プログラム計4公演を指揮。
- 2016年1月21日、23日　読売日本交響楽団に客演し、ブルックナーの交響曲第8番を指揮。1月23日が日本での最後の演奏会となった。

## 主なポスト
- 1956年、ワルシャワ国立フィルハーモニー管弦楽団音楽監督。
- 1960年-1979年、ミネアポリス交響楽団（現ミネソタ管弦楽団）音楽監督。その後 桂冠指揮者。
- 1984年-1991年、ハレ管弦楽団首席指揮者。
- 1994年からザールブリュッケン放送交響楽団（現ザールブリュッケン・カイザースラウテルン・ドイツ放送フィルハーモニー管弦楽団）首席客演指揮者。
- 2007年4月-2010年3月、読売日本交響楽団第8代常任指揮者（2010年4月から死去まで桂冠名誉指揮者）。